# The Man in the Road
The Man in the Road é um filme de suspense e espionagem britânico de 1957, dirigido por Lance Comfort.